# Babilon Nowy
Babilon Nowy, Nowy Babilon (ukr. Вавилон Новий, niem. Neu-Babylon) – dawna osada niemiecka i przysiółek Wołoskiej Wsi, od 1929 część miasta Bolechów na Ukrainie, w obwodzie iwanofrankiwskim. Rozpościera się na zachód od centrum Bolechowa.
Dawniej jednostkowa gmina wiejska, za II RP w powiecie dolińskim województwa stanisławowskiego. Liczba mieszkańców w 1929 roku wynosiła 99. Rozporządzenie Rady Ministrów z dnia 26 kwietnia 1929 o zmianie granic miasta Bolechowa gminy wiejskie Bolechów Ruski, Babilon Nowy, Dołżka, Salomonowa Górka i Wołoska Wieś włączono do gminy miejskiej Bolechów